# (26184) 1996 HC25
A (26184) 1996 HC25 a Naprendszer kisbolygóövében található aszteroida. Eric Walter Elst fedezte fel 1996. április 20-án.